# Nesamblyops distinctus
Nesamblyops distinctus (лат.) — вид жужелиц рода Nesamblyops из подсемейства трехин (триба Anillini, Trechinae). Эндемики Новой Зеландии: Южный остров, Мальборо, хребет Ричмонд, долина Фабианс.

## Описание
Мелкие жужелицы (около 2 мм, длина варьирует от 1,93 до 2,26 мм), блестящие желтовато-коричневые жуки. Взрослые особи этого вида могут быть отличимы от взрослых особей большинства видов Nesamblyops по характерной форме переднеспинки и отличаются от всех них строением гениталий самцов. Надкрылья яйцевидные, узко вдавленные по шву, сравнительно длинные и умеренно широкие; плечевые углы полностью округлые; латеральные края слегка расходятся в базальной половине, субпараллельны в середине и равномерно закруглены к вершине в вершинной трети. Глаза сильно редуцированы, состоят из нескольких фасеток. Голова короткая и широкая, закругленная, усики средней длины. Пронотум округлый, надкрылья округлые без заметных рядов точек, с несколькими длинными щетинками по бокам. Задние крылья рудиментарные. Обитают в густой лесной подстилке. На основании строения мужских гениталий самцов N. distinctus образует естественную группу с другими видами, имеющими аналогичный дорсальный копулятивный склерит во внутреннем мешке средней доли, такими как N. tararua, N. brouni и N. townsendi. На основании деталей конфигурации склерита и состояния чешуйчатого мембранного поля предполагается, что N. distinctus является сестринским таксоном для N. brouni.

## Таксономия и этимология
Вид был впервые выделен в 2023 году американским энтомологом Игорем Соколовым (Igor M. Sokolov, Systematic Entomology Laboratory, ARS, USDA, National Museum of Natural History, Вашингтон, США) по типовым материалам из Новой Зеландии. Видовой эпитет представляет собой латинское прилагательное distinctus в мужском роде, означающее «отличимый», и относится к характерной форме склеритов внутреннего мешка гениталий самца, позволяющей отличить этот вид от его ближайших родственников.